# Christopher John Koch
Christopher John Koch, AO (* 16. Juli 1932 in Hobart; † 22. September 2013 in Richmond (Tasmanien)) war ein australischer Schriftsteller.

## Leben
Koch wurde 1932 in Hobart, Tasmanien, geboren. Von 1946 bis 1950 besuchte er verschiedene Schulen und studierte von 1951 bis 1954 Literatur an der University of Tasmania, die ihm später den Ehrendoktortitel verlieh. Bereits mit 16 Jahren arbeitete er als Fotograf und Cartoonzeichner für den Hobart Mercury. Er lebte einige Zeit in London, kehrte aber nach Australien zurück, um dem britischen Militärdienst zu entgehen. Anschließend arbeitete er fast 10 Jahre als Produzent und Nachrichtensprecher für die Australian Broadcasting Corporation in Sydney.
Koch veröffentlichte 1958 seinen ersten Roman The Boys in the Island und arbeitete seit 1972 ausschließlich als Schriftsteller. Dafür ging er zuerst nach Tasmanien zurück, lebte jedoch immer wieder auch an verschiedenen anderen Orten.
Sein bekanntestes Werk ist der Roman The Year of Living Dangerously (dt. Ein Jahr in der Hölle) aus dem Jahr 1978, der 1982 von Peter Weir mit Sigourney Weaver, Mel Gibson und Linda Hunt in den Hauptrollen verfilmt wurde (Ein Jahr in der Hölle). Koch wird dabei auch als Koautor des Drehbuchs genannt, obwohl er sich mit Weir unter anderem über die Besetzung einer im Roman männlichen Rolle durch Linda Hunt zerstritten hatte. Literarische Anerkennung erhielt Koch für seine Romane The Doubleman (1985) und Highways to a War (1996), für die er jeweils mit dem Miles Franklin Award ausgezeichnet wurde.
Für seine Verdienste um die australische Literatur erhielt er 1995 den Titel Officer of the Order of Australia.
Koch starb im Herbst 2013 an einer Krebserkrankung. Er war zweimal verheiratet; sein Sohn aus erster Ehe ist der klassische Gitarrist und Musiklehrer Gareth Koch.

## Werke
- The Boys in the Island (Roman, 1958)
- Across the Sea Wall (Roman, 1965)
- The Year of Living Dangerously (Roman, 1978)
  - Ein Jahr in der Hölle, dt. von Rudolf Hermstein; Klett-Cotta, Stuttgart 1988. ISBN 3-608-95561-5
- The Doubleman (Roman, 1985)
  - Der Mitgänger, dt. von Joachim Kalka; Klett-Cotta, Stuttgart 1991. ISBN 3-608-95688-3
- Crossing the Gap: a Novelist’s Essays (Essays, 1993)
- Highways to a War (Roman, 1995)
  - Das Verschwinden des Michael Langford, dt. von Reinhild Böhnke; S. Fischer, Frankfurt am Main 1997. ISBN 3-10-040213-8
- Out of Ireland (Roman, 1999)
- The Memory Room (Roman, 2007)
- Lost Voices (Roman, 2012)

## Auszeichnungen
- 1978: The Age Book of the Year Award[3]
- 1979: Australian National Book Award[3]
- 1986: Miles Franklin Award[3]
- 1996: Miles Franklin Award[1]
- 2002: Orden des Marienland-Kreuzes (V. Klasse)